# Anillo de Brodgar
El Anillo o Círculo de Brodgar (en inglés, Ring of Brodgar o Brogar) es una arquitectura Neolítica formada por un círculo de piedra o Crómlech en las islas Orcadas, en Escocia. El círculo de piedra se encuentra en un istmo entre el lago Stenness y el lago Harray. El centro del círculo nunca ha sido excavado, y aunque no ha sido científicamente datado se cree que fue construido alrededor del 2500 a. C., por lo que sería contemporáneo —en sentido amplio— de Stonehenge y de muchos otros restos arqueológicos similares en las islas británicas y en Europa.
El círculo tiene 104 metros de diámetro, y es el tercero más grande del Reino Unido. El monumento originalmente estaba compuesto por 60 piedras, de las que solo 27 se conservaban al final del siglo XX. Las rocas estaban dispuestas alrededor de un foso circular de tres metros de profundidad y nueve metros de ancho que había sido excavado previamente en el suelo de roca.

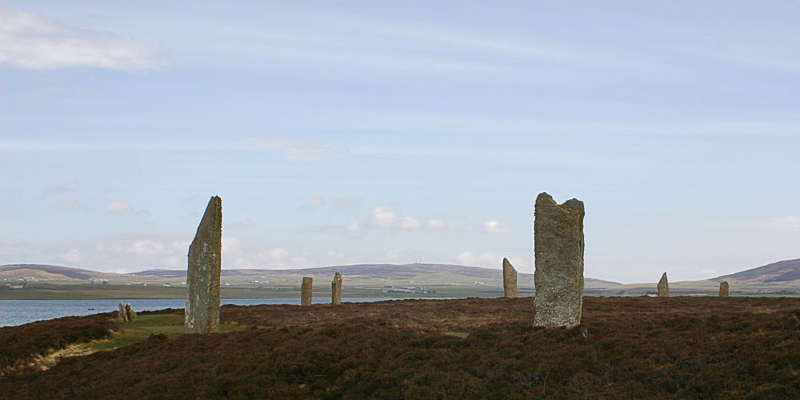
El Anillo de Brodgar desde otra perspectiva.

El área cercana al Anillo contiene muchas otras rocas y apilamientos similares, así como enterramientos prehistóricos, lo que lo convierte en un paisaje ritual importante. Aunque su propósito no es conocido, la proximidad de las Rocas de Stenness y de la tumba de Maeshowe confiere a esta estructura una importancia histórica especial. El Anillo de Brodgar y otros monumentos neolíticos cercanos, entre ellos el poblado de Skara Brae, fueron declarados Patrimonio de la Humanidad por la Unesco en 1999.
Las excavaciones realizadas por el Orkney College en la zona cercana del Ness of Brodgar, entre el anillo de piedras y Stenness ha puesto al descubierto gran número de edificios, tanto rituales como domésticos, y sus trabajos sugieren que es probable que haya más en las cercanías. También se han descubierto piezas de cerámica, huesos, herramientas de piedra y una maza de piedra pulida. El descubrimiento más importante es probablemente una pared de piedra de unos 100 metros de largo y seis metros de altura. Parece atravesar toda la península y podría tener un significado simbólico, como barrera entre el mundo ritual del anillo y el mundo cotidiano que lo rodea.

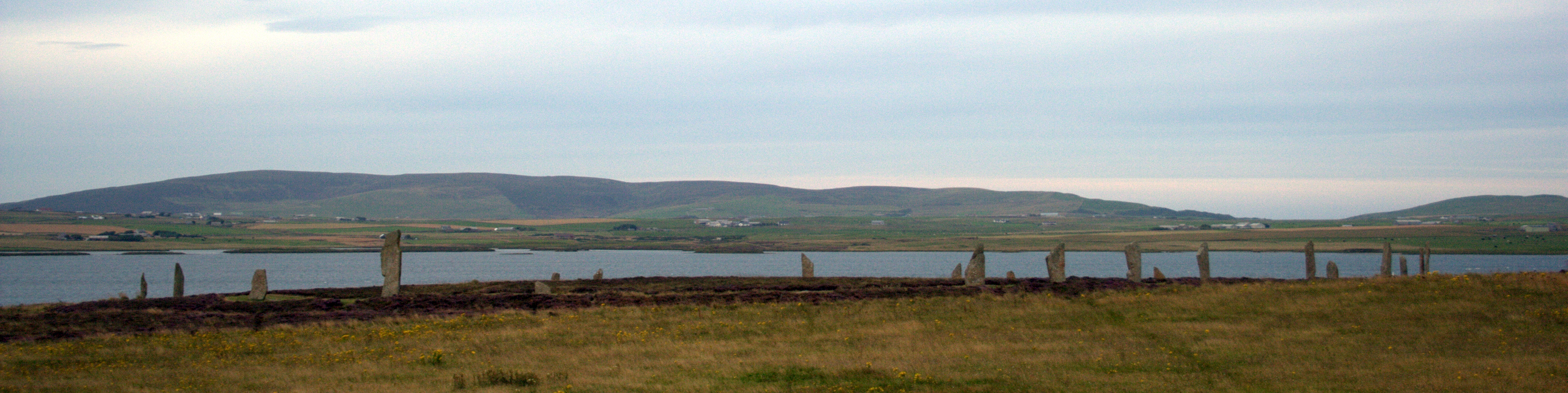
Vista desde un túmulo cercano del anillo completo.